# Pagurus bernhardus
Pour les articles homonymes, voir Pagure.
Espèce
Le pagure commun ou simplement pagure (Pagurus bernhardus), plus connu sous le nom de bernard-l'ermite (ou encore bernard-l'hermite, parfois écrit sans trait d'union) est une espèce de crustacés décapodes. Son nom vient du grec « pagauros » (qui a la queue en forme de cône).

## Anatomie
Le pagure est un crustacé, il est donc invertébré. Contrairement à ses larves qui présentent une symétrie bilatérale parfaite, les appendices chez l'adulte sont très asymétriques : il possède dix pattes dont une première paire terminée par deux pinces inégales, les deuxième et troisième paires servent à la locomotion sur le fond marin ; il présente deux yeux composés pédonculés. Il ressemble à un crabe de cocotier mais son abdomen est allongé et mou, non protégé par une carapace.

## Alimentation
Il se nourrit de divers animaux vivants ou morts tels que des vers, des mollusques et d'autres crustacés mais également de résidus végétaux. 

## Habitat
Il se trouve sur les roches humides ou le sable à travers les algues dans la zone sublittorale jusqu'à plusieurs centaines de mètres de profondeur. Il est réparti de la Baltique occidentale jusqu'à la Méditerranée.

## Reproduction
La reproduction a lieu dans l'eau, la femelle, ovipare, ne peut engager la reproduction qu'après avoir mué. Les larves subissent différentes mues et finalement une métamorphose.

## Prédateurs
Ce sont surtout d'autres crustacés, quelques poissons, des loutres, des phoques, des oiseaux marins,des poulpes ainsi que l'Homme.

## Symbioses et commensalisme
- Il est souvent surmonté d'une anémone de mer et/ou d'une éponge encroûtante. Cette association présente des avantages pour chacun d'eux : l'anémone ou l'éponge profite des restes de nourriture du pagure et celui-ci trouve une excellente protection sous les tentacules urticants de l'anémone ou sous l'éponge qui n'est pas recherchée par la plupart des prédateurs.
- Il porte également souvent un Cnidaire anthozoaire (proche de l'anémone de mer), Calliactis parasitica, qui le protège également grâce à ses tentacules urticants et qui profite "en échange" des débris de ses repas.
- Un ver annélide polychète, Nereis fucata lui est parfois associé (commensalisme).

## Particularité
Il a la particularité de devoir utiliser des carapaces ou des coquilles vides pour protéger son abdomen mou des prédateurs. Lorsque sa croissance fait que sa carapace devient trop étroite, il en change pour une plus spacieuse. Il n'hésite pas parfois à déloger l'éventuel occupant de la coquille qu'il convoite. Il peut aussi l'échanger à l'occasion de grands rassemblements au cours desquels les pagures forment des chaînes
Pline l'Ancien en parle ainsi (Hist. nat., 9, 98) : "On appelle pinnotère le plus petit de toute cette classe, exposé par suite aux mauvais traitements. Il a l’habileté de se cacher dans des coquilles d’huîtres vides, et, lorsqu’il a grandi, de déménager pour en occuper de plus spacieuses." (trad. E. de Saint-Denis) (Pinotheras vocatur minimus ex omni genere, ideo opportunus iniuriæ. Huic solertia est inanium ostrearum testis se condere, et cum adcreuerit migrare in capaciores). Voir Aristote, Hist. An. 525 b, Oppien, Halieutica, 1, 320 ; Elien, 7, 31 ; Guillaume Rondelet, 1558, p. 398 (livre XVIII, chap. 12).
Actuellement, pinnothère (ou crabe petit pois) désigne un petit crabe commensal de bivalves (moules, etc.).

## Systématique
Le nom valide complet (avec auteur) de ce taxon est Pagurus bernhardus (Linnaeus, 1758). L'espèce a été initialement classée dans le genre Cancer sous le protonyme Cancer bernhardus Linnaeus, 1758.
Pagurus bernhardus a pour synonymes :
- Bernhardus streblonyx Dana, 1852
- Bernhardus typicus Dana, 1851
- Bernhardus typicus McLaughlin, 1974
- Cancer bernhardus Linnaeus, 1758
- Eupagurus bernhardus (Linnaeus, 1758)
- Pagurus araneiformis Fabricius, 1775
- Pagurus bernhardus var. granulata Brandt, 1851
- Pagurus eblanensis Kinahan, 1860
- Pagurus eblaniensis Kinahan, 1860
- Pagurus spec Thompson, 1844
- Pagurus streblonyx Leach, 1815
- Pagurus ulidanus Bell, 1846
- Pagurus ulidiae Thompson, 1844
- Pagurus ulidianus Bell, 1846